# Contrapet
Els contrapets (del francès: contrepèterie o contrepet) són un joc lingüístic francès que el professor barceloní Enric Moreu-Rey va "importar" al català. És un procediment d'entrecanvis entre consonants o vocals o totes dues coses alhora d'una frase, que en creen una altra, pràcticament igual, però amb sensibles i notables diferències. En el contrapet és el so, i no pas l'ortografia, el que es té en compte, i la correspondència fonètica ha de ser estricta.
Per exemple:
- El Pere li treia el nus del pap / El Pere li treia el pus del nap
- Les dues costelles són massa grasses / Les dues Castelles són massa grosses

Fins al començament del segle xx, els termes antistrofes i equívocs també eren sinònims de contrapet. Joël Martin va definir el contrapet com "l'art de desplaçar els sons que vomita la nostra boca". La voluntat és de no donar mai la solució d'un contrapet, sinó que sigui cada lector o escoltador qui la trobi per si sol.
El setmanari Le Canard enchaîné és famós pel seu recull hebdomadari de contrapets en una rúbrica titulada Sobre l'àlbum de la comtessa, creada per Yvan Audouard el 1951, represa per Henri Monier i més endavant per Luc Étienne a partir del 1957 i ja finalment per Joël Martin el 1984.